# ピュアメモリーズ
Pure memory´s（ぴゅあめもりーず ）は、アイドルグループ、歌手、タレント、アイドルである。

## 来歴
- 2013年に恋仲久美・大城AOY・高田波音の３人でぶらっく☆らびっとを結成。

ライブ活動を中心に活動。
星野優香の加入に合わせてグループ名を変更。現在に至る。
- 所属事務所は株式会社デルタエンタープライズ。

## 人物
- ピュアメモリーズ アメブロ https://profile.ameba.jp/ameba/pure-memorys ツイッター @Pure_memory_
- 恋仲久美 アメブロ https://ameblo.jp/milklovekumi/ ツイッター @Kumilovemilk
- 大城AOY アメブロ https://web.archive.org/web/20160306024448/http://ameblo.jp/aoy-aoy/ ツイッター @chatonaoi
- 高田波音 アメブロ https://ameblo.jp/hanonn13/ ツイッター @hanonn1113
- 星野優香 アメブロ https://ameblo.jp/happymusic214/ ツイッター @sara_music214

## ライブ
2014年
- 『アキバなライブ☆カフェ vol.104』（10月12日、秋葉原 eggman tokyo east）
- 『アキバなライブ☆カフェ vol.106』（12月14日、秋葉原 eggman tokyo east）

2013年
- 『アキバなライブ☆カフェ vol.94』（12月1日、秋葉原 eggman tokyo east）